# Gerhard Herzberg
Gerhard Herzberg (Hamburg, Alemanya, 1904 - Ottawa, Canadà, 1999) fou un físic, químic i professor universitari canadenc, d'origen alemany, guardonat amb el Premi Nobel de Química l'any 1971.

## Biografia
Va néixer el 25 de desembre de 1904 a la ciutat alemanya d'Hamburg]. Va estudiar física i química a l'Institut Tecnològic de Darmstadt on es llicencià el 1928 en fisicoquímica. El 1930 realitzà el seu doctorat a la Universitat de Göttingen, sota la supervisió de James Franck i Max Born, i a la Universitat de Bristol, sota la supervisió de John Lennard-Jones.
El 1930 fou nomenat professor ajudant de física a l'Institut Tecnològic de Darmstadt, càrrec que hagué d'abandonar el 1935 davant les pressions del règim nazi alemany a causa del seu matrimoni amb la física Luise Oettinger, d'origen jueu. Aquell any acceptà el càrrec de professor visitant a la Universitat de Saskatchewan al Canadà, país on establí la seva residència i d'on obtingué la ciutadania el 1945. Entre 1945 i 1948 fou professor a la Universitat de Chicago.
Herzberg morí el 3 de març de 1999 a la seva residència d'Ottawa.

## Recerca científica
Interessat en la recerca d'espectroscòpia molecular, durant la seva estada al Canadà va determinar l'estructura molecular de les molècules diatòmiques i poliatòmiques, incloent els radicals lliures. Així mateix dugué a terme estudis sobre l'anàlisi química d'objectes astronòmics.
L'any 1971 fou guardonat amb el Premi Nobel de Química pels seus treballs sobre l'estructura electrònica i la geometria de les molècules, en especial dels radicals lliures.

## Reconeixements
En honor seu s'anomenà l'asteroide (3316) Herzberg descobert el 6 de febrer de 1984 per l'astrònom Edward L. G. Bowell.